# Kanton Bouillante
Kanton Bouillante (francouzsky Canton de Bouillante) byl francouzský kanton v departementu Guadeloupe v regionu Guadeloupe. Ležela v něm pouze obec Bouillante. Zrušen byl při reformě francouzských kantonů v roce 2014.